# 空 (大黑摩季單曲)
《空》是日本女性創作歌手大黑摩季的第17張單曲。1997年5月28日由B-Gram RECORDS（現已併入Being）發行。

## 概要
《空》是創作歌手大黑摩季在Being所屬期間發行的單曲，同名表題曲曾被選為富士電視台電視動畫《中華一番！》的第一首片頭主題曲使用（第1話－第18話）。也是自從上一張單曲《打起精神來》以來銷售量再上升的單曲。至目前為止累積銷售量已突破20萬張。

## 收錄歌曲
所有歌曲由大黑摩季作詞、作曲，葉山武編曲。
1. 空
  - 富士電視台電視動畫《中華一番！》第1代片頭主題曲
2. SLOW DOWN
  - 此歌曲在2016年11月23日發售大黑她的回顧精選專輯《Greatest Hits 1991-2016 ～All Singles +～（日语：Greatest Hits 1991-2016 〜All Singles +〜）》才第一次正式收錄。
3. 空 (off vocal)
4. SLOW DOWN (off vocal)

## 相關項目
- 葉山武
- B-Gram RECORDS－至1999年為止所屬的唱片公司，現已併入Being。